# Mauro Esposito
Pour les articles homonymes, voir Esposito.
Mauro Esposito  est un footballeur italien, né le 13 juin 1979  à Torre del Greco.
Il est attaquant (ailier droit).

## Biographie
Né sur les pentes du Vésuve à Torre del Greco, Mauro Esposito est formé à Pescara Calcio, alors bon club de Série B. 
À la suite de bonnes performances, il est convoité par l'Udinese et débute en Série A avec le club frioulan à Lecce (défaite 0-1). Cependant, en raison d'une trop forte concurrence, Esposito revient à Pescara sous la forme d'un prêt, avant de voir son contrat racheté en partie par Cagliari Calcio. C'est dans ce club de Sardaigne qu'il explose, marque de nombreux buts décisifs et permet à Cagliari de remonter en Série A. Il décide donc d'y rester et est sélectionné pour la première fois en équipe d'Italie, à l'occasion d'un match éliminatoire de la Coupe du monde 2006 perdu par la Squadra Azurra en Slovénie 1 à 0.

## Carrière
- 1996 - 1999 : Pescara  Italie
- 1999 - 2001 : Udinese Calcio  Italie
- 2000 - 2001 : Pescara (prêt)  Italie
- 2001 - 2002 : Udinese Calcio  Italie
- 2001 - 2007 : Cagliari Calcio  Italie
- 2007 - 2008 : AS Rome  Italie
- 2008 - 2009 : Chievo Vérone (prêt)  Italie
- 2009 - 2010 : AS Rome  Italie
- 2010 - : Grosseto (prêt)  Italie
- 2010-2011 : Atletico Roma  Italie

## Palmarès
- 6 sélections et 0 but avec l'équipe d'Italie entre 2004 et 2006.